# Таймс-сквер-тауэр
Таймс-сквер-тауэр — 47-этажное, 221-метровое офисное здание на Таймс-Сквер в Манхеттене, Нью-Йорк, расположенное на Западной 41-й Улице.
Сооружение, построенное в 2002—2004 гг., содержит офисы класса А. Самая известная черта Башни Таймс-Сквер — её билборды, часть которых висит на фасаде здания. Большинство крупных вывесок расположены у основания, однако одна из них, на четыре этажа, расположена приблизительно в середине здания.
Первоначально арендатором здания должен был стать Артур Андерсен. Фирма подписала соглашение об аренде в октябре 2000 г. и разорвала его в 2002 г. из-за скандала с Энроном.